# Оно (посёлок, Фукусима)
Оно (яп. 小野町 Оно-мати) — посёлок в Японии, находящийся в уезде Тамура префектуры Фукусима. Площадь посёлка составляет 125,11 км², население — 10 460 человек (1 августа 2014), плотность населения — 83,61 чел./км².

## Географическое положение
Посёлок расположен на острове Хонсю в префектуре Фукусима региона Тохоку. С ним граничат города Корияма, Тамура, Иваки и село Хирата.

## Население
Население посёлка составляет 10 460 человек (1 августа 2014), а плотность — 83,61 чел./км². Изменение численности населения с 1980 по 2005 годы:
| 1980 | 14 085 чел. |  |
| 1985 | 13 854 чел. |  |
| 1990 | 13 431 чел. |  |
| 1995 | 13 306 чел. |  |
| 2000 | 12 555 чел. |  |
| 2005 | 12 105 чел. |  |

## Символика
Деревом посёлка считается криптомерия, цветком — рододендрон, птицей — обыкновенная кукушка.